# Sous-marins Havas

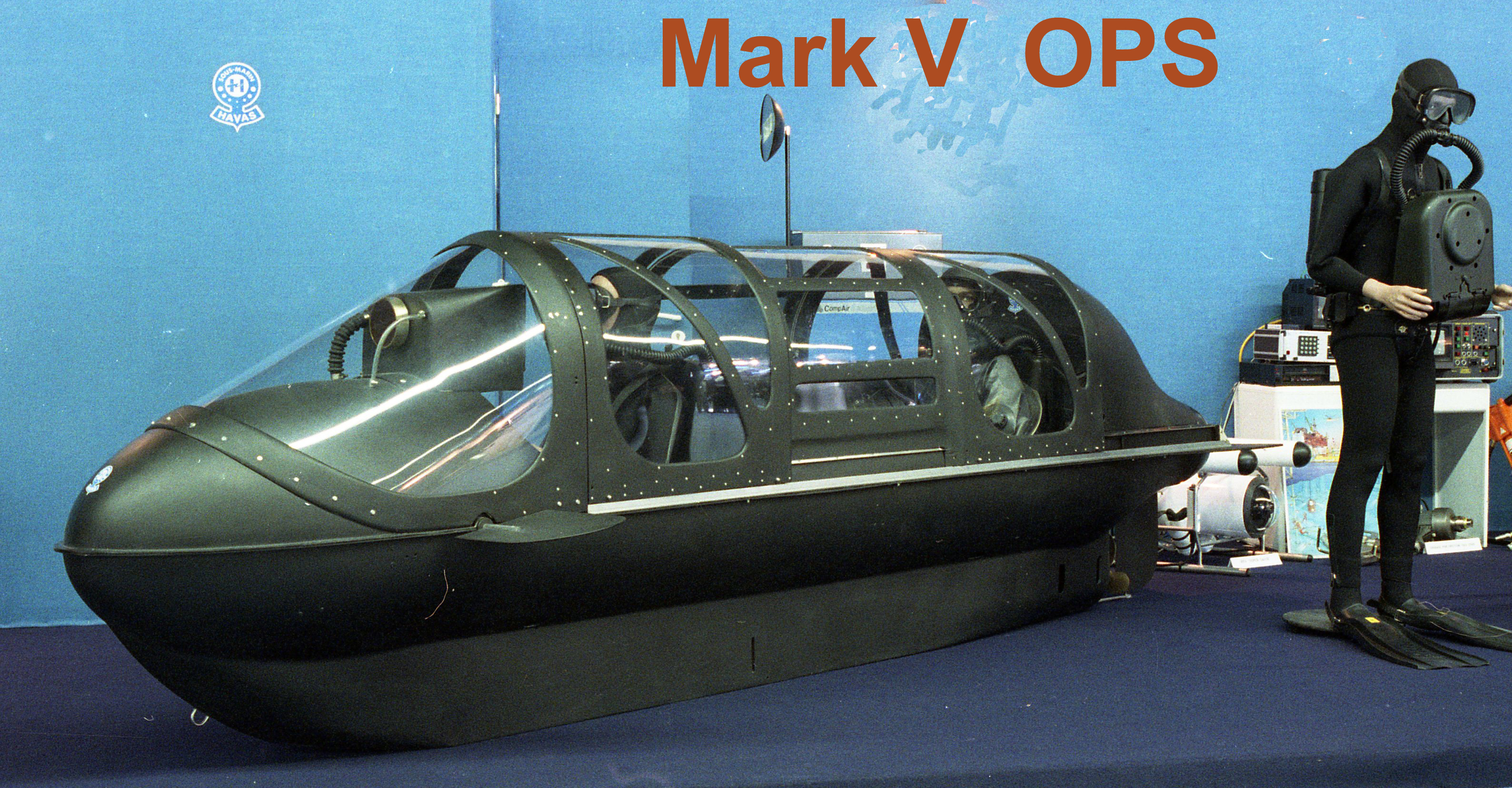
Un sous-marin Havas Mark V

Les sous-marins Havas sont une gamme de sous-marins humides élaborés en France à la fin des années 1960 et durant les années 1970.

## Historique
À la fin des années 1960, un ingénieur français, Jean-Claude Havas, entreprend de développer et mettre au point des véhicules sous-marins destinés à transporter des plongeurs, décuplant ainsi leur rayon d'action. Conçus au départ pour la plongée sportive (comme les Films du Centaure, Club Med, épisodes de Mannix et de Mission impossible), les engins ont rapidement évolué vers une utilisation par les instituts de recherche océanographique (comme en Nouvelle-Zélande, au Chili, en Irlande et en Argentine), par l'industrie extracôtière (comme Underwater Contractors), puis par les marines militaires pour le transport de leurs nageurs de combat.

## Technique

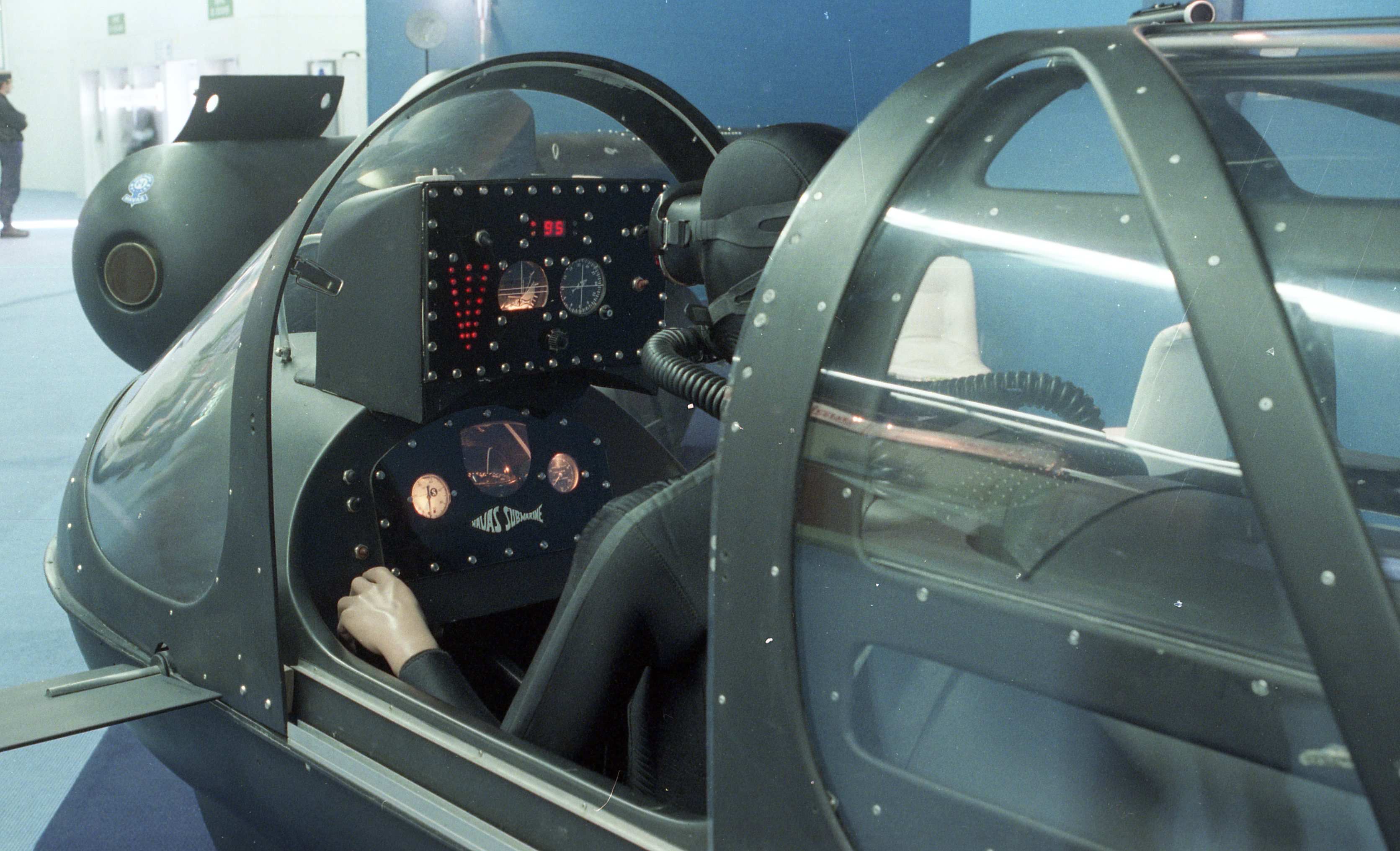
Le cockpit d'un sous-marin Havas Mark V

Il s'agit d'un sous-marin humide, c'est-à-dire que pilote et passager sont dans l'eau avec leurs équipements de plongée à l'air (pour la plongée civile) ou en circuit fermé (oxygène) ou semi-fermé (pour la plongée militaire). Seuls le moteur, les batteries et l'équipement électronique sont enfermés dans des caissons étanches. La particularité de ces engins réside dans le fait que les volumes de flottabilité sont maintenus en « équipression » (système breveté en 1968), ce qui leur permet d'une part de maintenir une flottabilité nulle constante, quelle que soit la profondeur et d'autre part interdit toute entrée d'eau dans les parties étanches.

## Principaux modèles

### Modèles civils
Mark I

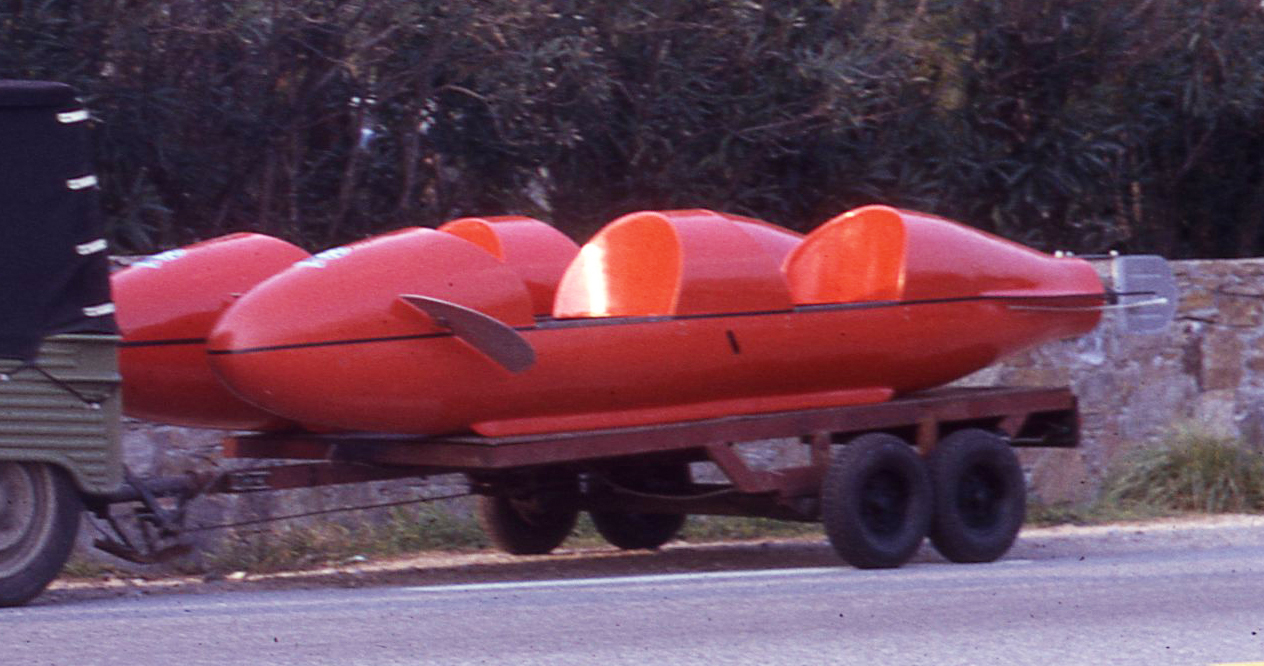
Deux sous-marins Havas Mk 1

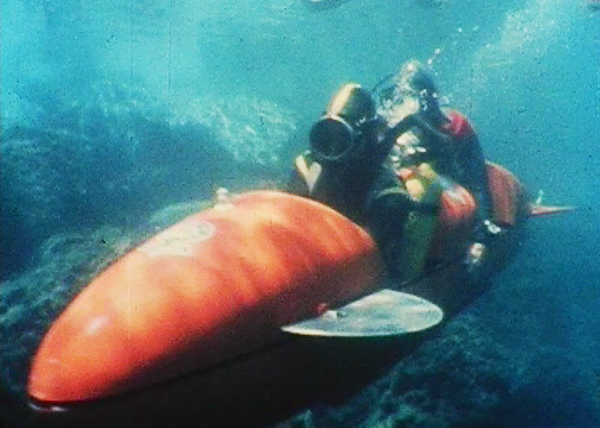
Mark I en plongée 1968

C'est le premier modèle mis en fabrication et vendu au public dès fin 1968. Sa vitesse en plongée est de l'ordre de 2 nœuds (3,7 km/h) pour une durée maximale de 90 minutes. La vocation de cet appareil est essentiellement sportive et récréative.  À la suite des essais positifs pratiqués par le Groupe d'études et recherches sous-marines (GERS) de la Marine nationale française, devenu plus tard le CEPISMER à Sainte-Maxime, il a été décidé d'augmenter la vitesse et l'autonomie des engins, tout en gardant la même conception.
Mark II
C'est le sister-ship (sous-marin jumeau) du modèle Mk I. La puissance du moteur a été portée à 1,5 kW et la capacité de la batterie augmentée (permettant une autonomie plus grande). Un « pare-brise » a été ajouté pour le confort du pilote. Ces appareils ont principalement été vendus à des fins professionnelles : protection civile algérienne (six appareils}, service de pompiers (Jura), instituts de recherches océanographiques (Coquimbo au Chili, Auckland en Nouvelle-Zélande, Galway en Irlande), Brésil, productions cinématographiques.
Mark III

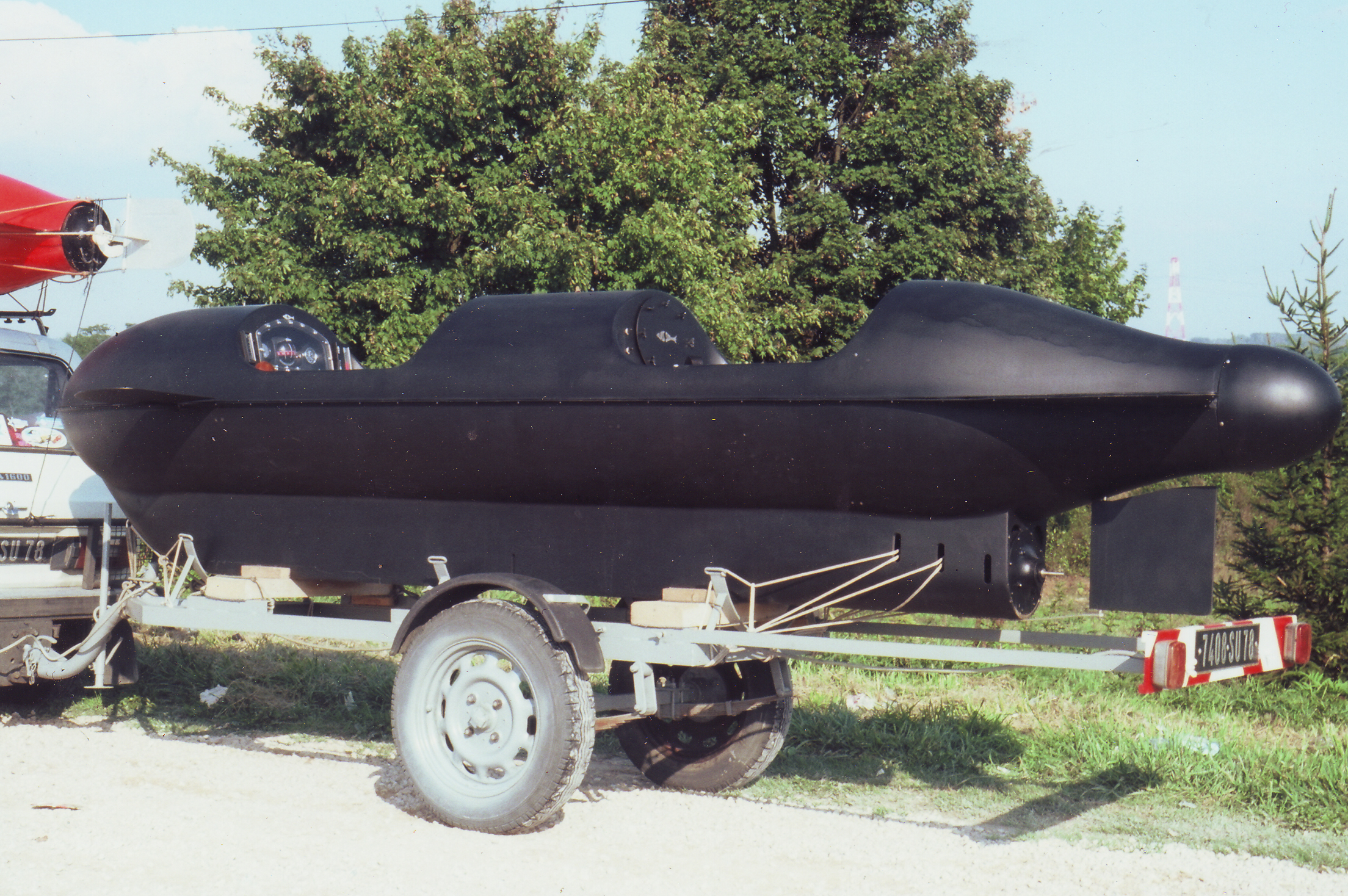
SDV Mark III

Pour faire face aux demandes de plus en plus précises des entreprises extracôtières, notamment dans l'industrie du pétrole, et des marines militaires pour l'entraînement de leur nageurs de combat [combat swimmers, ou attack divers, SEAL (Sea-Air-Land) ou UDT (Underwater Demolition Teams)], les limites en vitesse, autonomie et capacité (payload) ayant été rapidement atteintes avec le Mark II, il a fallu développer un nouveau véhicule qui a pris le nom de Mark III. Le premier modèle a été présenté en novembre 1970 à l'Exposition navale du Bourget inaugurée par Michel Debré, alors Ministre de la défense. Bien que l'aspect extérieur soit totalement différent, les spécificités des premiers appareils ont été conservées : équipression des volumes de flottabilité, conteneur des batteries en équipression à l'huile évitant la formation du mélange tonnant (H2O), terreur des sous-mariniers. De nombreuses marines s'y sont intéressées.

### Modèles militaires
Mark V

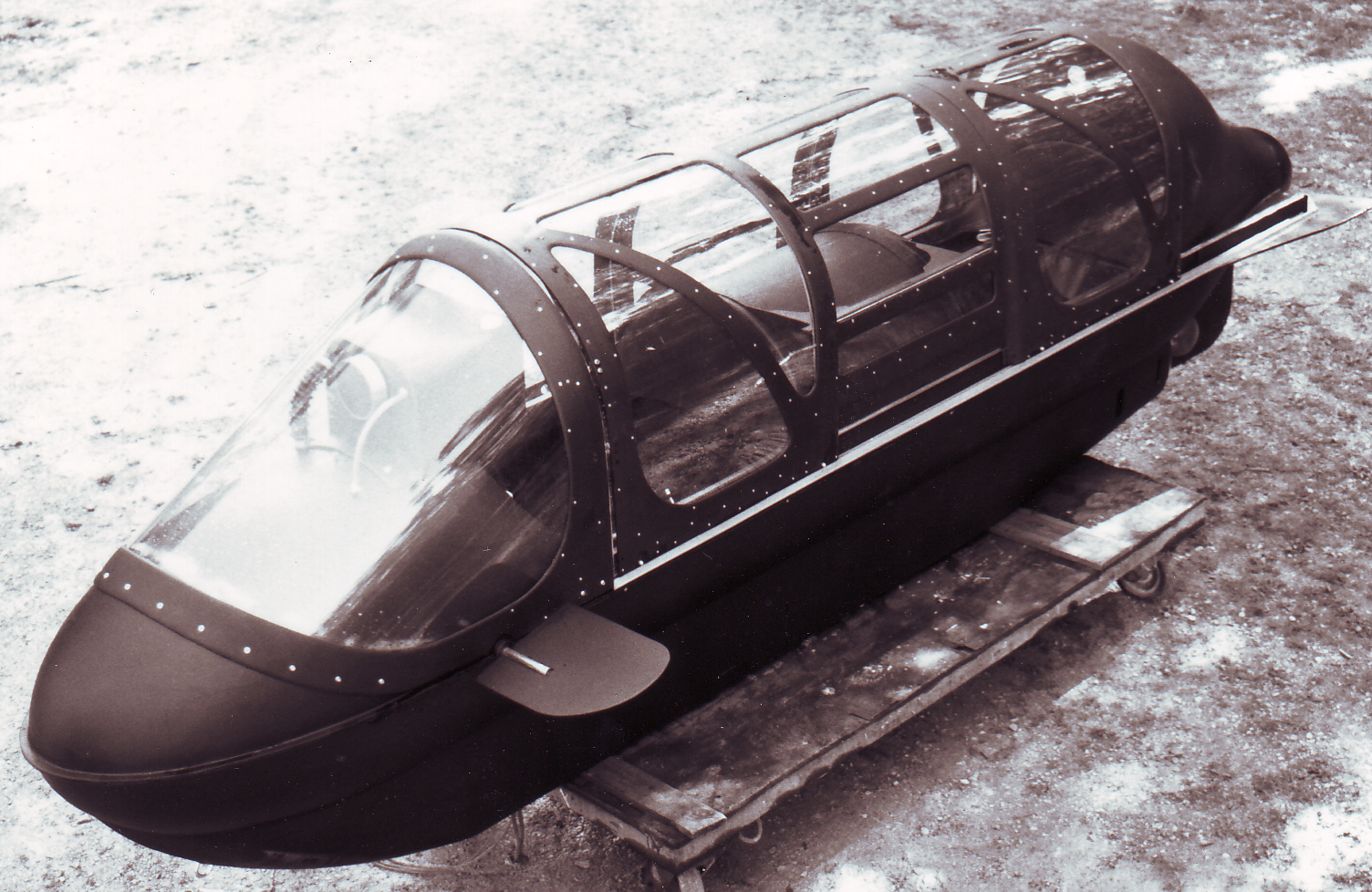
Premier SDV à vocation spécifiquement militaire

Le Mark V a été le premier SDV spécialement conçu pour le transport des nageurs de combat. Il a été équipé d'une verrière coulissante pour augmenter le confort des nageurs (tout en arrêtant le flux d'eau qui provoque une déperdition de chaleur pour ses occupants). De surcroît, l'hydrodynamique a été améliorée et par voie de conséquence la signature sonore considérablement réduite. Sa vitesse de croisière a été portée à 5 nœuds pour une durée de cinq heures avec une capacité d'emport (chargement ou charge utile) de 80 kilogrammes dans l'air.

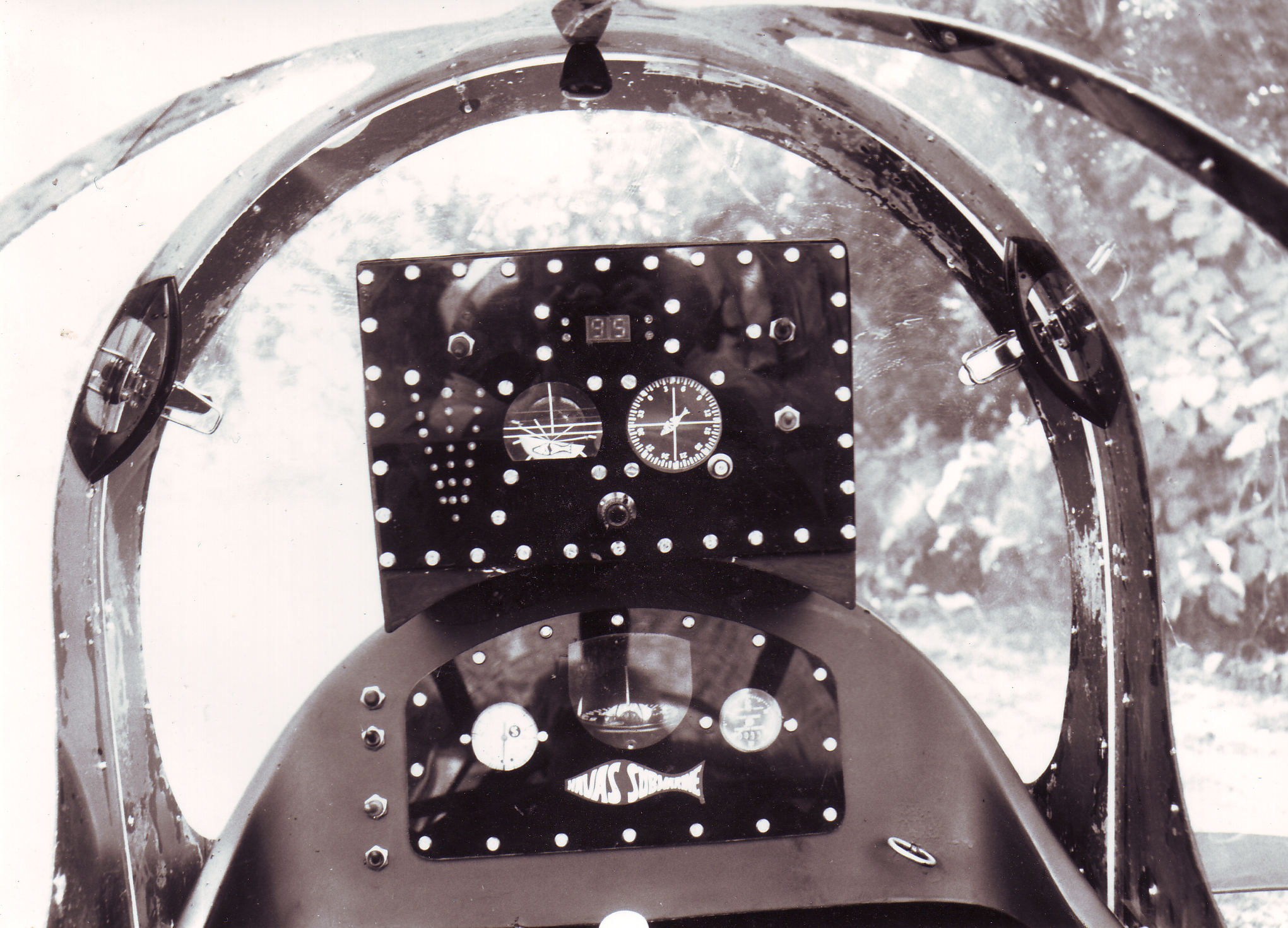
Panneau de navigation permettant les trajets de nuit à grande vitesse

Sa quasi indétectabilité (signature magnétique quasi nulle, niveau sonore très bas grâce à son hélice spéciale en bout d'arbre moteur sans réducteur, son revêtement anéchoïque l'ont fait adopter par de nombreuses marines. En raison de sa vitesse et de son utilisation « tous temps » et notamment de nuit, Havas a développé un sonar d'esquive des collisions avec un transducteur à faisceau étroit de 2° de cône.
TTV
ASDV Mk 10
Dès la fin des années 1970, Havas Submarine avait émis des réserves sur les « réelles » capacités opérationnelles des SDV présents sur le marché (y compris ses propres Mark V OPS, dont l’autonomie maxi était de 25 nautiques). Des fabricants proposaient des appareils ayant une autonomie maxi annoncée de 50 nautiques et une vitesse de croisière communiquée de 4,5 nœuds. Sans mettre en doute les performances indiquées par les constructeurs, un simple calcul amène à une plongée de plus de onze heures. Il est physiologiquement impossible de rester onze heures dans l'eau et d'y accomplir une mission périlleuse, la plupart du temps de nuit et par tous temps avec le stress inhérent à l’action. Il apparait par conséquent que cette autonomie n’est pas réelle.

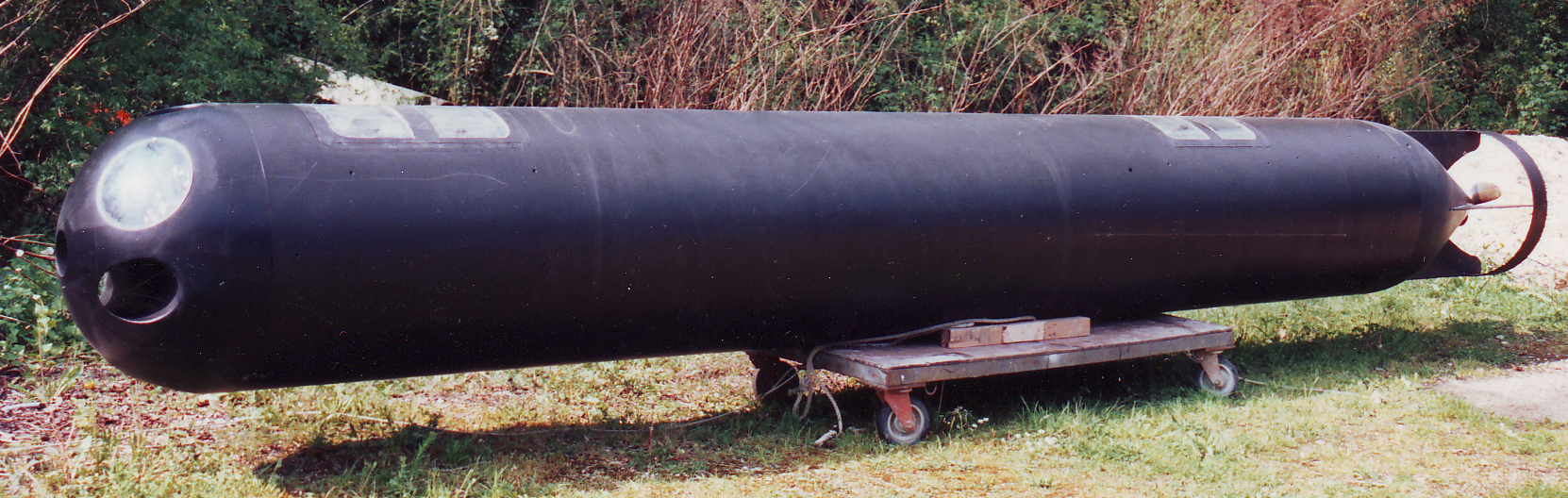
ASDV MARK 10 with the two upper canopies

D'autre part, les moyens de détection (sonores, magnétiques entre autres) se sont considérablement améliorés depuis les années 1950. Le déploiement des SDV se fait la plupart du temps à partir de sous-marins qui amènent les nageurs et leurs SDV à portée d'objectif. Les SDV étant transportés dans les tubes lance-torpilles (comme le TTV) ou dans des containers résistants fixés devant ou derrière le kiosque  du sous-marin « mère » appelés « valise » en France et DDS (Dry Deck Shelter) aux États-Unis. Il faut savoir en outre, que la mise en œuvre de ces conteneurs nécessite de longs délais et ont un impact non négligeable sur l’hydrodynamique (donc la vitesse et la  signature acoustique) des sous-marins porteurs.
Une solution intellectuellement très satisfaisante, envisagée par la marine américaine, un sous-marin sec-humide, s’est soldée par un coûteux échec (Advanced SEAL Delivery System (en)),.

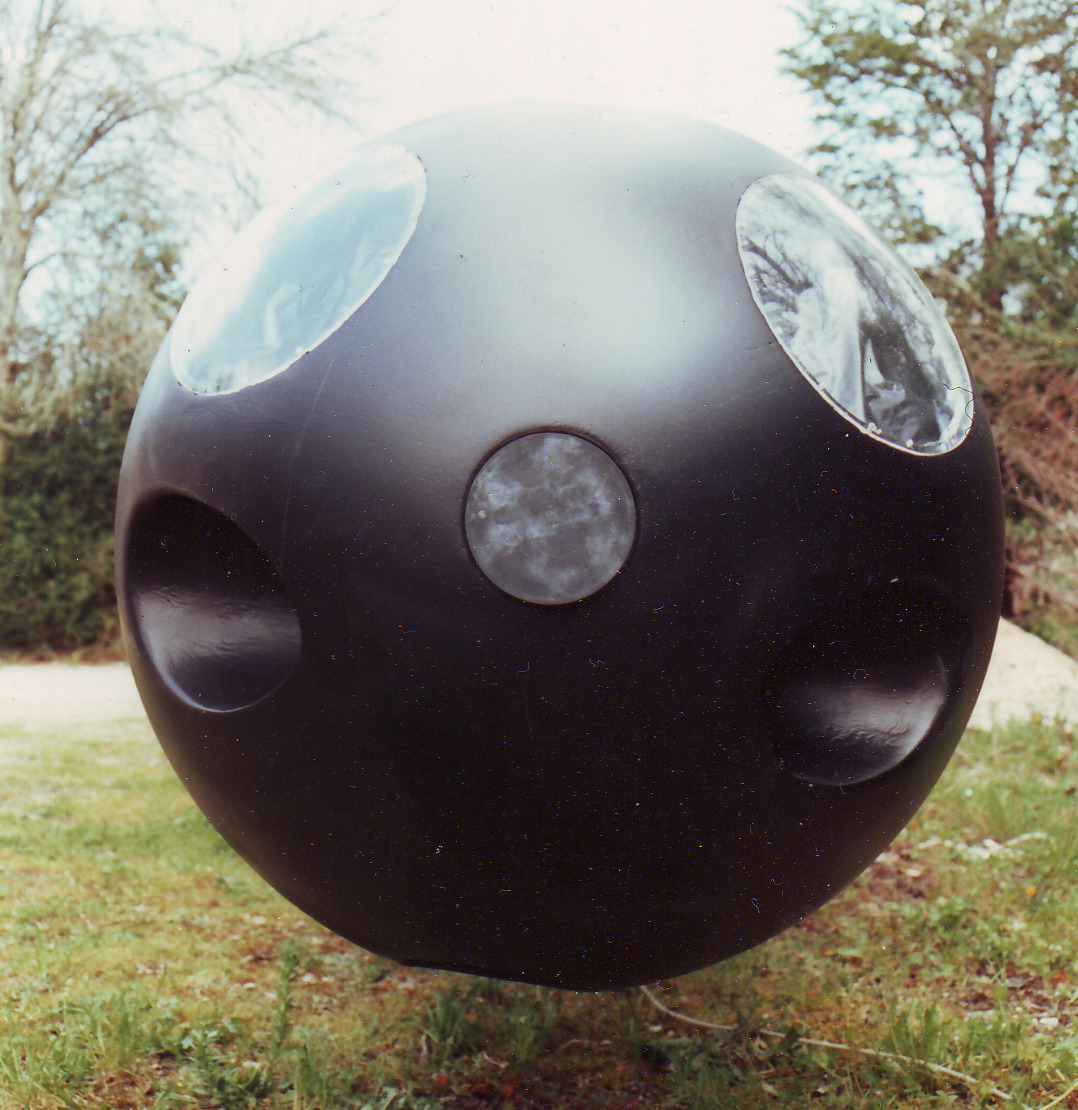
ASDV MARK 10 bow, showing the narrow beam transducer (collision avoidance sonar) and horizontal bow thruster

De nos jours, rares seront les commandants de sous-marins qui accepteraient de risquer leur bâtiment et leur équipage en s'approchant à moins de 20 nautiques d'une installation ennemie.
Enfin, pour être efficace, un binôme de nageurs de combat peut, au maximum, avoir une approche de deux heures, une action d'une heure, et un retour de deux heures, cela a amené à concevoir le SDV capable de telles performances. C'est l'ASDV Mark 10 : vitesse de croisière en plongée : 10 nœuds, autonomie mini à la vitesse de croisière : 5 heures. Donc 4 heures de navigation plus une heure de « sécurité ».
Pour atteindre une telle performance, il a fallu tout revoir. Le but de cet appareil est de naviguer vers et depuis l'objectif, en ligne droite, à une profondeur et une vitesse constantes. Ce véhicule ne possède aucune barre de plongée, pas de gouvernail (efficacité hydrodynamique, signature sonore réduite y compris lorsqu’il est fixé sur le pont du sous-marin porteur). Il s'agit d'un cylindre parfait de 920 mm de diamètre pour 920 centimètres de longueur dans lequel les deux nageurs de combat prennent place. Un compartiment permet d'emporter une charge de 200 kilos (dans l'air). De par sa conception  (grâce à « l’équilibrage dynamique de pression », la profondeur de transit est de 300 mètres), il peut être fixé sur le pont du sous-marin porteur sans nécessiter de « valise », d’où une mise en œuvre simplifiée.
Le pilotage, s'il peut être manuel (en secours ou pour les manœuvres d'approche) est entièrement effectué par l'ordinateur de bord qui détermine l'assiette, la profondeur d'immersion, la direction. Le programme de navigation peut être introduit par l'officier responsable de la mission ou par le pilote lui-même. Le changement d’assiette et de direction s’obtiennent, si nécessaire, par la brève mise en route de propulseurs d’étrave verticaux et horizontaux.
Son revêtement anéchoïque, qui n’a rien à voir avec les tuiles anéchoïques de caoutchouc recouvrant certains sous-marins d’attaque, le rend pratiquement indétectable aux sonars.
Le moteur électrique (puissance maxi 15 kW) est alimenté par un faisceau de câbles électriques enroulés dans la coque elle-même lors de la construction. Le courant est « routé » par l’un ou l’autre de ces faisceaux (déterminé toutes les 200 millisecondes par l’ordinateur de bord prenant ses informations par les capteurs magnétiques), ce qui amène une signature magnétique nulle.
L’ASDV Mark 10 a nécessité le développement d’un sonar d'esquive des collisions intelligent. Pourquoi un sonar  anticollision ?
Parce qu'à cette vitesse de 10 nœuds (soit plus de 5 mètres par seconde), un pilotage la plupart du temps automatique et parfois de nuit et sans aucune visibilité (les deux petits hublots à l’avant ne servent que pour les manœuvres d’approche), tout impact avec un obstacle quel qu’il soit serait catastrophique.
Pourquoi « intelligent » ?
Rien n’est plus indiscret sous la surface qu’une pression sonore envoyée par un sonar : celle-ci peut être détectée par les hydrophones protégeant les zones sensibles. Il a donc fallu réduire autant que possible cette source de « bruit ». En fonction de la vitesse, l’ordinateur déclenche le sonar (puissance et portée intentionnellement réduite à 300 mètres) toutes les 45 secondes (à la vitesse de 10 nœuds soit tous les 225 mètres) et pour une durée de 5 millisecondes. Si aucun écho n’est reçu (pas d’obstacle) la prochaine émission aura lieu dans 45 secondes : discrétion maximum. Si un écho « significatif » est reçu, le sonar  continue d’émettre et arrête le véhicule automatiquement (si le pilote ne change pas de trajectoire) 75 mètres avant l’impact.

## Presse
À la fin des années 1960, des agences de presse (Associated Press, Agence France Presse, Reuters), suivies de très nombreux journaux comme le Figaro, France-Soir, L'Aurore, New York Times, la Stampa ont publié des articles sur Jean-Claude Havas et ses véhicules à vocation civile. L'ORTF (A2) a diffusé un reportage de 12 minutes (avec prises de vue sous-marines) dans le journal télévisé de 20 heures en juin 1970. Jean-Claude Havas a toujours refusé toute interview sur ses véhicules destinés aux marines militaires. Plus de 300 engins (toutes vocations confondues dans une dizaine de modèles différents) ont été produits dans les années 1970.[réf. nécessaire]